# Matías Augé i Benet
Matías Augé i Benet (Perafort, Tarragonès, 27 de maig de 1936 -), és un prevere català de l'orde dels claretians.
El 16 de juny de 1953, a Vic, es va incorporar a l'orde dels claretians, i es va ordenar com a sacerdot a Valls el 23 de juliol de 1961. Es va llicenciar en Teologia a l'Institut Angelicum de Roma l'any 1962, i posteriorment es va doctorar en Liturgia al Pontifici Institut Litúrgic de l’Ateneu Anselmianum de Roma l'any 1967.
El 2022 va rebre el VIII Premi Memorial Pere Tena de Pastoral Litúrgica, atorgat pel Centre de Pastoral Litúrgica de Barcelona. Entre d'altres càrrecs, és president emèrit de l’Institut de Teologia de la Vida Consagrada Claretianum de Roma, i entre el 1994 i el 2015 fou consultor de la Congregació per al Culte Diví i la Disciplina dels Sagraments. És considerat un del liturgistes més important del postconcili. És membre del Comitè Científic de la col·lecció Monumenta Studia Instrumenta Liturgia, a més a més de formar part del consell de redacció de les revistes Ecclesia Orans i Rivista Liturgica.